# Des milliers d'années
 (août 2018).
Des milliers d'années (Millant'anni) est un roman italien de Giulio Angioni publié aux éditions Il Maestrale en 2002.

## Résumé
Seize personnages, pendant seize chapitres, du petit Gonnai nuragique qui découvre son ombre, jusqu'à Gigi émigré de retour qui apporte les couples dans son taxi londonien le jour de leur mariage : tout le monde ici dit quelque chose dans les moments critiques des trois mille ans d'histoire, passée dans un lieu de Sardaigne dit Fraus, à fin de se rappeler « tous ces âges perdus à strates sous nos pieds »[pas clair]